# Diar el Mahçoul
Diar el Mahçoul est une cité construite en 1954 sur les hauteurs de la ville d'Alger par l'architecte Fernand Pouillon.

## Localisation

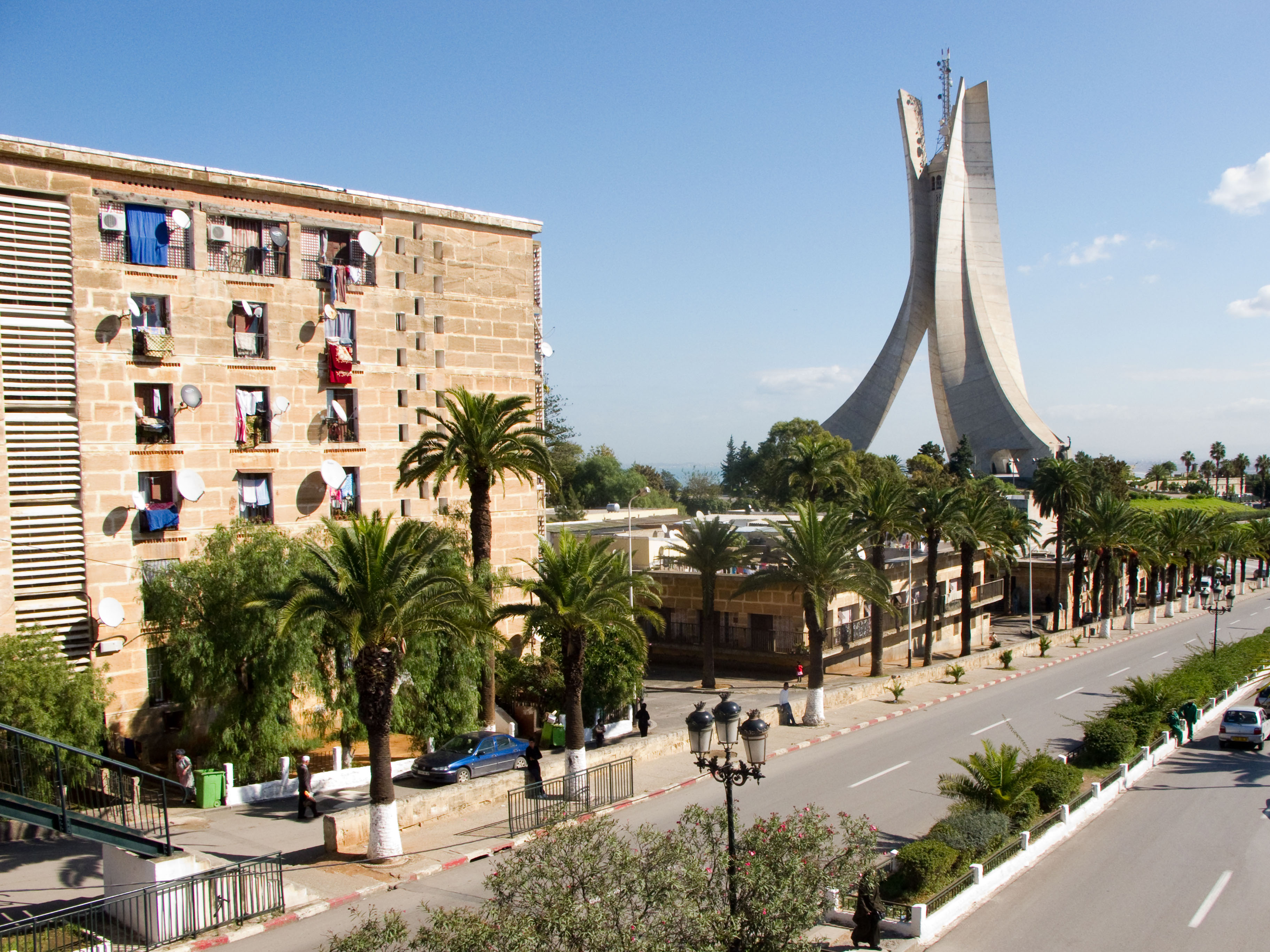
La cité Diar el Mahçoul dominée par le Mémorial du martyr d'Alger.

La cité Diar el Mahçoul est située au nord de la commune d'El Madania sur les hauteurs de la ville d'Alger. Une partie de la cité domine le quartier du Hamma situé en contrebas. La cité a été construite sur des terrains rachetés à la famille El-Mansali sur le plateau Susini, à l'ouest du bois des arcades et à l'est de la villa Sésini. 
En 1982, le mémorial du Martyr d'Alger a été érigé au bord de la cité et la domine massivement.

## Historique
La cité  Diar el Mahçoul  est la deuxième des trois cités construites à Alger par l'architecte et urbaniste français Fernand Pouillon :
- Diar Es-Saâda (la « cité du bonheur »), la sœur jumelle de Diar el Mahçoul, construite en 1953 à El Madania ;
- Diar el Mahçoul (la « cité de la promesse tenue »), construite en 1954 ;
- La « cité des deux cents colonnes » construite dans le quartier de « Climat de France » (Oued Koriche), de 1955 à 1959.

Ces cités ont été réalisées dans le cadre du programme d'amélioration de l'habitat d'Alger lancé par Jacques Chevallier, maire d'Alger à l'époque, afin de faire face à l'explosion démographique et au problème des bidonvilles qui ceinturent la ville d'Alger. Il nomme alors Fernand Pouillon architecte en chef de l'office des HLM de la ville pour construire rapidement deux cités pouvant accueillir plusieurs milliers de logements.

## Caractéristiques

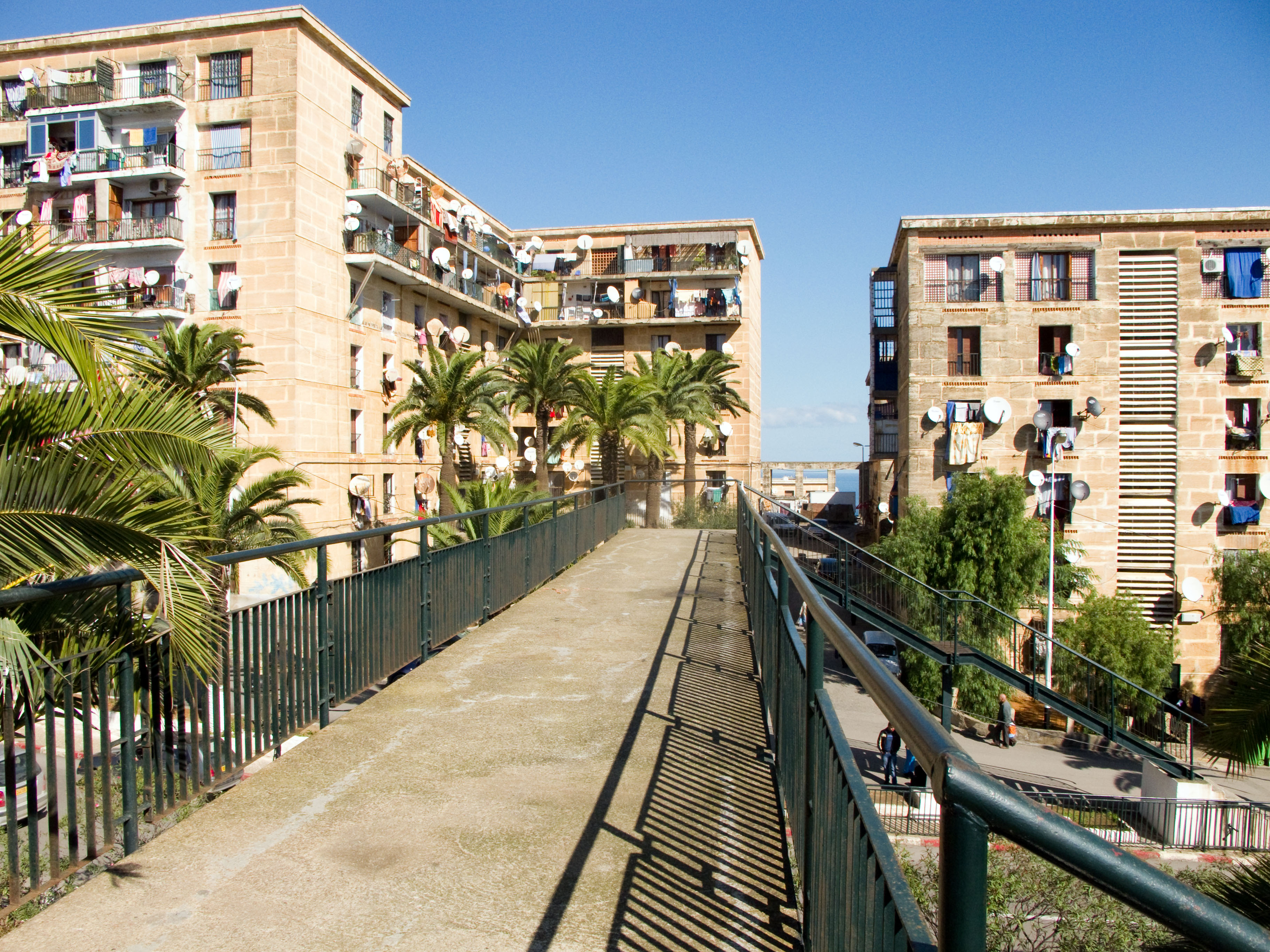
La cité « confort normal ».

La cité a été construite en 18 mois entre 1953 et 1955. Elle totalise 1 500 logements répartis dans des immeubles de différentes hauteurs. 
Diar el Mahçoul est divisée en deux ensembles séparés par le boulevard Oulmane Khelifa (anciennement « boulevard du Corps expéditionnaire français d'Italie ») :
- la partie nord, face à la baie d'Alger, était appelée « confort normal » et était destinée à la population européenne ;
- la partie sud, plus en retrait, était appelée « simple confort » et était destinée à la population arabe[3].

Les logements de la cité « confort normal » possédaient une cuisine indépendante, une entrée, un patio et une salle de bains avec baignoire à sabot, avec toilettes et bidet. Alors que les logements de la cité « simple confort » étaient de taille plus réduite et ne possédaient qu'un patio sans vue, une cuisinette, des toilettes à la turque et un petit lavabo.

## Transport
- Le téléphérique du Mémorial permet de rejoindre la cité depuis le Jardin d'essai ;
- Le téléphérique d'El Madania permet de rejoindre la cité  depuis le quartier du Hamma ;
- Une station de taxi se situe sous l'esplanade du centre commercial Riadh El Feth proche de la cité.